# Прапор Чернігівського району (Запорізька область)
Пра́пор Черні́гівського райо́ну — офіційний символ Чернігівського району Запорізької області, затверджений рішенням № 8 12 сесії Чернігівської районної ради 24 скликання від 25 червня 2004 року.

## Опис та символіка
Прапор — прямокутне полотнище двох кольорів: зеленого, що символізує надію, достаток, волю та малинового, що означає свободу, вільність, незалежність Запорізького козацтва, активність, силу, піднесеність, благородство почуттів, творення нового. Відношення ширини прапора до його довжини 2:3. У лівій частині прапора зображено герб району.